# Maximilienne Ngo Mbe
Maximilienne Chantal Ngo Mbe (né 1972) est une militante camerounaise des droits de l'homme. Elle dirige le Réseau des défenseurs des droits humains en Afrique centrale (REDHAC). Elle reçoit, le 8 mars 2021, le prix international de la femme de courage. En 2022, l'organisation américaine Robert F. Kennedy Human Rights accorde son Prix des droits de l’homme à Maximilienne Ngo Mbe et Felix Agbor Nkongho.

### Source de la traduction
- (en) Cet article est partiellement ou en totalité issu de l’article de Wikipédia en anglais intitulé « Maximilienne Ngo Mbe » (voir la liste des auteurs).